# 平規
平 規（へい き、生年不詳 - 396年）は、五胡十六国時代の後燕の人物。燕郡薊県の出身。

## 生涯
384年1月、兄の平幼・平睿とともに数万の兵を率いて、鄴を攻撃中の燕王慕容垂に合流した。
寧朔将軍に任じられた。
7月、前秦の幽州刺史王永・平州刺史苻沖が攻めてきた。慕容垂は平規を迎撃に遣わし、王永は昌黎郡太守宋敞を遣わして范陽で戦った。平規は宋敞を破り、進軍して薊の南に拠った。
8月、公孫希が3千騎を率いて王永の救援にやってきた。平規は公孫希と薊の南で戦って敗れた。
385年1月、帯方王慕容佐とともに薊を攻め、王永軍を度々破った。
帯方郡太守に任じられた。
2月、王永は宋敞に薊を焼かせ、3万の兵を率いて壷関へ逃走、平規らは薊に入った。
7月、建節将軍余巌が反乱を起こした。慕容垂は平規に使いを送り、守戦に徹せよと指示した。しかし、平規は出戦して余巌に敗れた。
征東将軍に任じられた。
393年11月、皇帝慕容垂は西燕討伐に向かい、平規は西燕の鎮東将軍段平が守る沙亭を攻めた。
394年5月、後燕軍は台壁に至り、西燕の太尉慕容大逸豆帰が救援に向かった。平規が迎撃して、慕容大逸豆帰を破った。
8月、西燕の皇帝慕容永は東晋からの援軍に対する人質として皇太子慕容亮を遣わした。平規はこれを追跡、高都で慕容亮を捕らえた。
396年1月、北魏討伐のため、慕容垂は平規に冀州からの出陣を命じた。
2月、平規は博陵郡・武邑郡・長楽郡の3郡の兵をまとめ、魯口で後燕に反乱を起こした。従子の冀州刺史平喜が諌めたが平規は聞き入れなかった。弟の海陽県令平翰も挙兵、遼西がこれに応じた。慕容垂は鎮東将軍余嵩を遣わしたが、平規に敗れて討死した。
慕容垂自ら平規を撃つため、魯口へ向かった。平規は軍を棄てて妻子や平喜ら数十人とともに逃走、慕容垂は兵を引いた。平翰は龍城へ移ったが、清河公慕容会が遣わした東陽公慕容根らに撃破され、山南へ敗走した。
6月、平規は兵を集めて高唐に拠った。皇帝慕容宝は高陽王慕容隆に平規討伐を命じた。民衆は慕容隆に懐いており、道々で歓迎を受けた。
7月、慕容隆の進軍に平規は高唐を棄てて逃走した。慕容隆は建威将軍慕容進らに追撃を命じた。平規は済北で討ち取られ、平喜は彭城へ逃走した。

## 家系

### 兄弟
- 平幼
- 平睿
- 平翰

### 従子
- 平喜